# Прокаталепсис
Проката́лепсис (греч. προκατάληψις «предвосхищение», иногда также пролепсис) — риторическая фигура, в рамках которой говорящий высказывает возможное возражение на свой тезис или аргументы и сам отвечает на него, тем самым предупреждая возможную критику, ослабляя ее силу, лишая эффекта новизны. Одна из форм амплификации, диалогизации монологической речи (см. гипофора).
Пример.
Не забудьте, всё это в краю, который слывет безымянной пустыней! <...> Издалека доносится до ушей шум горных каскадов или над всем этим тяготеет такое страшное безмолвие, что не решаешься разговором или песнью будить пустыню, пугаясь собственного голоса. А пугаться нечего: вы едете безопасно, как будто идете с Морской на Литейную. Я дорогой, от скуки, набрасывал на станциях в записную книжку беглые заметки о виденном. При свидании прочту вам их, и вы увидите подробные доказательства всему, что говорю теперь. Может быть, мне возразят, что бывают неудачи, остановки, особенно зимой; иногда недостает оленей или, если случится много проезжих, лошади скоро изнуряются, и тогда… <...> Но во всех этих неудобствах виновата, как видите, природа, против которой пока трудно еще взять действительные меры. Трудно, но не невозможно, конечно. Человек кончает обыкновенно тем, что одолевает и природу, но при каких условиях! (И. Гончаров, «Фрегат „Паллада“»).